# Lijst van vleermuizen naar familie
Dit is een lijst van vleermuizen ingedeeld naar familie, gebaseerd op de nieuwste literatuur. Afwijkingen van de voornaamste bron, de derde editie van Mammal Species of the World uit 2005, zijn door middel van voetnoten aangegeven. Soorten waarvan het onduidelijk is of ze in de toekomst zullen worden erkend zijn tussen haakjes aangegeven.

## OrdeVleermuizen(Chiroptera)

### FamilieVleerhonden(Pteropodidae)

#### OnderfamilieNyctimeninae
- Nyctimene aello
- Nyctimene albiventer
- Groothoofdbuisneusvleerhond (Nyctimene cephalotes)
- Nyctimene cyclotis[1]
- Nyctimene draconilla
- Nyctimene keasti
- Grote buisneusvleerhond (Nyctimene major)
- Nyctimene malaitensis
- Nyctimene masalai
- Nyctimene minutus
- Filipijnse buisneusvleermuis (Nyctimene rabori)
- Robinsonbuisneusvleerhond (Nyctimene robinsoni)
- Nyctimene sanctacrucis
- Nyctimene vizcaccia
- Kleine buisneusvleerhond (Paranyctimene raptor)
- Paranyctimene tenax

#### OnderfamilieCynopterinae
- Aethalops aequalis
- Aethalops alecto
- Alionycteris paucidentata
- Balionycteris maculata
- Chironax melanocephalus
- Cynopterus brachyotis
- Cynopterus horsfieldi
- Cynopterus luzoniensis
- Cynopterus minutus
- Cynopterus nusatenggara
- Kortneusvleerhond (Cynopterus sphinx)
- Cynopterus titthaecheileus
- Dyacopterus brooksi
- Dyacopterus rickarti[2]
- Dyacopterus spadiceus
- Haplonycteris fischeri
- Indische roezet (Latidens salimalii)
- Megaerops ecaudatus
- Megaerops kusnotoi
- Megaerops niphanae
- Megaerops wetmorei
- Otopteropus cartilagonodus
- Penthetor lucasi
- Ptenochirus jagori
- Ptenochirus minor
- Sphaerias blanfordi
- Thoopterus nigrescens

#### OnderfamilieHarpiyonycterinae
- Bulmers roezet (Aproteles bulmerae)
- Dobsonia anderseni
- Dobsonia beauforti
- Dobsonia chapmani
- Dobsonia crenulata
- Dobsonia emersa
- Dobsonia exoleta
- Dobsonia inermis
- Dobsonia minor
- Dobsonia moluccensis[1]
- Dobsonia pannietensis
- Dobsonia peronii
- Dobsonia praedatrix
- Dobsonia viridis
- Harpyionycteris celebensis
- Spitstandvleerhond (Harpyionycteris whiteheadi)

#### OnderfamilieMacroglossusinae
- Kleine langtongvleerhond (Macroglossus minimus)
- Macroglossus sobrinus
- Melonycteris fardoulisi
- Melonycteris melanops
- Melonycteris woodfordi
- Notopteris macdonaldi
- Notopteris neocaledonica
- Syconycteris australis
- Syconycteris carolinae
- Syconycteris hobbit

#### OnderfamiliePteropodinae
- Acerodon celebensis
- Acerodon humilis
- Acerodon jubatus
- Acerodon leucotis
- Acerodon mackloti
- Desmalopex leucopterus[3]
- Desmalopex microleucopterus[4]
- Madagaskarpalmvleerhond (Eidolon dupreanum)
- Palmvleerhond (Eidolon helvum)
- Fijiapenkopvleermuis (Mirimiri acrodonta)[5]
- Neopteryx frosti
- Bougainvilleapenkopvleermuis (Pteralopex anceps)
- Punttandvleerhond (Pteralopex atrata)
- Pteralopex flanneryi[5]
- Bergapenkopvleermuis (Pteralopex pulchra)
- Pteralopex taki
- Pteropus admiralitatum
- Pteropus aldabrensis
- Pteropus alecto[6]
- Pteropus anetianus
- Pteropus aruensis
- Pteropus brunneus
- Pteropus caniceps
- Halstervleerhond (Pteropus capistratus)
- Pteropus chrysoproctus
- Pteropus cognatus
- Pteropus conspicillatus
- Pteropus dasymallus
- Pteropus faunulus
- Pteropus fundatus
- Vliegende vos (Pteropus giganteus)
- Pteropus gilliardorum
- Pteropus griseus
- Pteropus howensis
- Pteropus hypomelanus
- Chuukvleerhond (Pteropus insularis)
- Pteropus intermedius
- Pteropus keyensis
- Comorenvleerhond (Pteropus livingstonii)
- Pteropus lombocensis
- Pteropus loochoensis
- Lyles vleerhond (Pteropus lylei)
- Pteropus macrotis
- Pteropus mahaganus
- Pteropus mariannus
- Pteropus melanopogon
- Pteropus melanotus
- Pohnpeivleerhond (Pteropus molossinus)
- Pteropus neohibernicus
- Zwarte vleerhond (Pteropus niger)
- Pteropus nitendiensis
- Pteropus ocularis
- Pteropus ornatus
- Pteropus pelewensis
- Pteropus personatus
- Pteropus pilosus
- Pteropus pohlei
- Grijskopvleerhond (Pteropus poliocephalus)
- Boninvleerhond (Pteropus pselaphon)
- Pteropus pumilus
- Pteropus rayneri
- Pteropus rennelli
- Rodriguesvleerhond (Pteropus rodricensis)
- Rode vleerhond (Pteropus rufus)
- Pteropus samoensis
- Pteropus scapulatus
- Pteropus seychellensis
- Pteropus speciosus
- Pteropus subniger
- Pteropus temmincki
- Pteropus tokudae
- Tongavleerhond (Pteropus tonganus)
- Pteropus tuberculatus
- Pteropus ualanus
- Kalong (Pteropus vampyrus)
- Pteropus vetulus
- Pembavleerhond (Pteropus voeltzkowi)
- Pteropus woodfordi
- Pteropus yapensis
- Styloctenium mindorensis[7]
- Styloctenium wallacei

#### OnderfamilieRousettinae
- Eonycteris major
- Eonycteris robusta
- Grottenvleerhond (Eonycteris spelaea)
- Nijlroezet (Rousettus aegyptiacus)
- Rousettus amplexicaudatus
- Rousettus bidens
- Rousettus celebensis
- Rousettus lanosus
- Rousettus leschenaultii
- Rousettus linduensis
- Rousettus madagascariensis
- Rousettus obliviosus
- Rousettus spinalatus

#### OnderfamilieEpomophorinae
- Casinycteris argynnis
- Epomophorus angolensis
- Epomophorus anselli[8]
- Epomophorus crypturus
- Gambiaanse epaulettenvleerhond (Epomophorus gambianus)
- Epomophorus grandis
- Epomophorus labiatus
- Epomophorus minimus
- Epomophorus minor
- Wahlbergvleerhond (Epomophorus wahlbergi)
- Büttikovervleerhond (Epomops buettikoferi)
- Epomops dobsoni
- Franquetvleerhond (Epomops franqueti)
- Hamerkopvleerhond (Hypsignathus monstrosus)
- Angolaroezet (Lissonycteris angolensis)
- Afrikaanse langtongvleerhond (Megaloglossus woermanni)
- Micropteropus intermedius
- Kleine epaulettenvleerhond (Micropteropus pusillus)
- Myonycteris brachycephala
- Myonycteris relicta
- Kraagvleerhond (Myonycteris torquata)
- Nanonycteris veldkampi
- Plerotes anchietai
- Slangentandvleerhond (Scotonycteris ophiodon)
- Zenkervleerhond (Scotonycteris zenkeri)

### FamilieKitti's varkensneusvleermuis(Craseonycteridae)
- Kitti's varkensneusvleermuis (Craseonycteris thonglongyai)

### FamilieKlapneusvleermuizen(Rhinopomatidae)
- Rhinopoma cystops[9]
- Kleine klapneusvleermuis (Rhinopoma hardwickii)
- Rhinopoma macinnesi
- Rhinopoma microphyllum
- Rhinopoma muscatellum

### FamilieReuzenoorvleermuizen(Megadermatidae)
- Hartneusvleermuis (Cardioderma cor)
- Afrikaanse geelvleugelvleermuis (Lavia frons)
- Australische spookvleermuis (Macroderma gigas)
- Lierneusvleermuis (Megaderma lyra)
- Reuzenoorvleermuis (Megaderma spasma)

### FamilieHoefijzerneusvleermuizen(Rhinolophidae)
- Rhinolophus acuminatus
- Rhinolophus adami
- Rhinolophus affinis
- Alcyonehoefijzerneus (Rhinolophus alcyone)
- Rhinolophus arcuatus
- Rhinolophus beddomei
- Blasiushoefijzerneus (Rhinolophus blasii)
- Rhinolophus bocharicus
- Rhinolophus borneensis
- Rhinolophus canuti
- Rhinolophus capensis
- Rhinolophus celebensis
- Rhinolophus chiewkweeae[10]
- Rhinolophus clivosus
- Rhinolophus coelophyllus
- Rhinolophus cognatus
- Bolle hoefijzerneus (Rhinolophus convexus)
- Rhinolophus cornutus
- Rhinolophus creaghi
- Rhinolophus darlingi
- Rhinolophus deckenii
- Denthoefijzerneus (Rhinolophus denti)
- Rhinolophus eloquens
- Paarse hoefijzerneus (Rhinolophus euryale)
- Rhinolophus euryotis
- Grote hoefijzerneus (Rhinolophus ferrumequinum)
- Rhinolophus formosae
- Rhinolophus fumigatus
- Rhinolophus guineensis
- Hildebrandthoefijzerneus (Rhinolophus hildebrandtii)
- Rhinolophus hilli
- Rhinolophus hillorum
- Kleine hoefijzerneus (Rhinolophus hipposideros)
- Rhinolophus imaizumii
- Rhinolophus inops
- Rhinolophus keyensis
- Landerhoefijzerneus (Rhinolophus landeri)
- Rhinolophus lepidus
- Rhinolophus luctus
- Maclaudhoefijzerneus (Rhinolophus maclaudi)
- Rhinolophus macrotis
- Rhinolophus madurensis
- Rhinolophus maendeleo
- Rhinolophus malayanus
- Rhinolophus marshalli
- Rhinolophus megaphyllus
- Mehelyhoefijzerneus (Rhinolophus mehelyi)
- Rhinolophus mitratus
- Rhinolophus monoceros
- Rhinolophus montanus
- Rhinolophus nereis
- Rhinolophus osgoodi
- Rhinolophus paradoxolophus
- Rhinolophus pearsoni
- Rhinolophus philippinensis
- Rhinolophus pusillus
- Rhinolophus rex
- Rhinolophus robinsoni
- Rhinolophus rouxii
- Rhinolophus rufus
- Rhinolophus ruwenzorii
- Rhinolophus sakejiensis
- Rhinolophus sedulus
- Rhinolophus shameli
- Rhinolophus shortridgei
- Rhinolophus siamensis
- Rhinolophus silvestris
- Rhinolophus simulator
- Rhinolophus sinicus
- Rhinolophus stheno
- Rhinolophus subbadius
- Rhinolophus subrufus
- Rhinolophus swinnyi
- Rhinolophus thomasi
- Rhinolophus trifoliatus
- Rhinolophus virgo
- Rhinolophus yunanensis
- Rhinolophus ziama

### FamilieBladneusvleermuizen van de Oude Wereld(Hipposideridae)
- Bloemneusvleermuis (Anthops ornatus)
- Asellia patrizii
- Drietandbladneusvleermuis (Asellia tridens)
- Aselliscus stoliczkanus
- Aselliscus tricuspidatus
- Cloeotis percivali
- Coelops frithii
- Coelops robinsoni
- Hipposideros abae
- Himalayarondbladneus (Hipposideros armiger)
- Hipposideros ater
- Hipposideros beatus
- Hipposideros bicolor
- Hipposideros boeadii[11]
- Hipposideros breviceps
- Gewone rondbladneus (Hipposideros caffer)
- Hipposideros calcaratus
- Hipposideros camerunensis
- Hipposideros cervinus
- Hipposideros cineraceus
- Reuzenrondbladneus (Hipposideros commersoni)
- Hipposideros coronatus
- Hipposideros corynophyllus
- Hipposideros coxi
- Hipposideros crumeniferus
- Hipposideros curtus
- Hipposideros cyclops
- Hipposideros demissus
- Hipposideros diadema
- Hipposideros dinops
- Hipposideros doriae
- Hipposideros durgadasi
- Hipposideros dyacorum
- Hipposideros edwardshilli
- Hipposideros fasensis[1]
- Hipposideros fuliginosus
- Hipposideros fulvus
- Hipposideros galeritus
- Hipposideros gigas
- Hipposideros grandis
- Hipposideros halophyllus
- Hipposideros hypophyllus
- Hipposideros inexpectatus
- Hipposideros inornatus
- Jonesrondbladneus (Hipposideros jonesi)
- Hipposideros khaokhouayensis[12]
- Hipposideros khasiana[13]
- Hipposideros lamottei
- Hipposideros lankadiva
- Hipposideros larvatus
- Hipposideros lekaguli
- Hipposideros lylei
- Hipposideros macrobullatus
- Hipposideros madurae
- Hipposideros maggietaylorae
- Hipposideros marisae
- Hipposideros megalotis
- Hipposideros muscinus
- Maleise rondbladvleermuis (Hipposideros nequam)
- Hipposideros obscurus
- Hipposideros orbiculus
- Hipposideros papua
- Hipposideros parnabyi[1]
- Hipposideros pelingensis
- Hipposideros pomona
- Hipposideros pratti
- Hipposideros pygmaeus
- Hipposideros ridleyi
- Hipposideros rotalis
- Hipposideros ruber
- Hipposideros scutinares
- Hipposideros semoni
- Hipposideros sorenseni
- Schneiders rondbladneus (Hipposideros speoris)
- Hipposideros stenotis
- Hipposideros sumbae
- Hipposideros thomensis
- Hipposideros turpis
- Hipposideros vittatus
- Hipposideros wollastoni
- Vietnamese bladneusvleermuis (Paracoelops megalotis)
- Rhinonicteris aurantius
- Triaenops auritus
- Triaenops furculus
- Driebladvleermuis (Triaenops persicus)

### FamilieSchedestaartvleermuizen(Emballonuridae)

#### OnderfamilieTaphozoinae
- Saccolaimus flaviventris
- Saccolaimus mixtus
- Saccolaimus peli
- Saccolaimus saccolaimus
- Saccopteryx antioquensis
- Taphozous achates
- Taphozous australis
- Taphozous georgianus
- Taphozous hamiltoni
- Taphozous hildegardeae
- Taphozous hilli
- Taphozous kapalgensis
- Taphozous longimanus
- Mauritiusgrafvleermuis (Taphozous mauritianus)
- Taphozous melanopogon
- Kaalbuikgrafvleermuis (Taphozous nudiventris)
- Egyptische grafvleermuis (Taphozous perforatus)
- Taphozous theobaldi
- Spitsneusgrafvleermuis (Taphozous troughtoni)

#### OnderfamilieEmballonurinae
- Balantiopteryx infusca
- Balantiopteryx io
- Balantiopteryx plicata
- Centronycteris centralis
- Centronycteris maximiliani
- Coleura afra
- Seychellenkokerstaartvleermuis (Coleura seychellensis)
- Cormura brevirostris
- Cyttarops alecto
- Spookvleermuis (Diclidurus albus)
- Diclidurus ingens
- Diclidurus isabellus
- Diclidurus scutatus
- Emballonura alecto
- Emballonura atrata
- Emballonura beccarii
- Emballonura dianae
- Emballonura furax
- Emballonura monticola
- Emballonura raffrayana
- Emballonura semicaudata
- Emballonura serii
- Emballonura tiavato[14]
- Mosia nigrescens
- Peropteryx kappleri
- Peropteryx leucopterus
- Peropteryx macrotis
- Peropteryx trinitatis
- Langneusvleermuis (Rhynchonycteris naso)
- Tweestrepige zakvleermuis (Saccopteryx bilineata)
- Saccopteryx canescens
- Saccopteryx gymnura
- Saccopteryx leptura

### FamilieSpleetneusvleermuizen(Nycteridae)
- Nycteris arge
- Nycteris aurita
- Nycteris gambiensis
- Grote spleetneusvleermuis (Nycteris grandis)
- Ruigharige spleetneusvleermuis (Nycteris hispida)
- Nycteris intermedia
- Pronkneusvleermuis (Nycteris javanica)
- Nycteris macrotis
- Nycteris madagascariensis
- Nycteris major
- Nycteris nana
- Nycteris parisii
- Thebaanse spleetneusvleermuis (Nycteris thebaica)
- Nycteris tragata
- Nycteris vinsoni
- Nycteris woodi

### FamilieBladneusvleermuizen van de Nieuwe Wereld(Phyllostomidae)

#### OnderfamilieDesmodontinae
- Gewone vampier (Desmodus rotundus)
- Witvleugelvampier (Diaemus youngi)
- Ruigpootvampier (Diphylla ecaudata)

#### OnderfamilieBrachyphyllinae
- Brachyphylla cavernarum
- Brachyphylla nana

#### OnderfamiliePhyllonycterinae
- Erophylla bombifrons
- Erophylla sezekorni
- Phyllonycteris aphylla
- Phyllonycteris major
- Phyllonycteris poeyi

#### OnderfamilieGlossophaginae
- Anoura aequatoris[15]
- Anoura cadenai[15]
- Anoura caudifer
- Anoura cultrata
- Anoura fistulata[16]
- Geoffroys bladneusvleermuis (Anoura geoffroyi)
- Anoura latidens
- Anoura luismanueli
- Choeroniscus godmani
- Choeroniscus minor
- Choeroniscus periosus
- Langneusvleermuis (Choeronycteris mexicana)
- Glossophaga commissarisi
- Glossophaga leachii
- Glossophaga longirostris
- Glossophaga morenoi
- Kleine langtongvleermuis (Glossophaga soricina)
- Hylonycteris underwoodi
- Leptonycteris curasoae
- Leptonycteris nivalis
- Leptonycteris yerbabuenae
- Lichonycteris obscura
- Lionycteris spurrelli
- Lonchophylla bokermanni
- Lonchophylla cadenai[17]
- Lonchophylla chocoana[18]
- Lonchophylla concava[19]
- Lonchophylla dekeyseri
- Lonchophylla fornicata[20]
- Lonchophylla handleyi
- Lonchophylla hesperia
- Lonchophylla mordax
- Lonchophylla orcesi[19]
- Lonchophylla pattoni[17]
- Lonchophylla robusta
- Lonchophylla thomasi
- Monophyllus plethodon
- Monophyllus redmani
- Bananenvleermuis (Musonycteris harrisoni)
- Borsteltongvleermuis (Platalina genovensium)
- Scleronycteris ega
- Xeronycteris vieirai[21]

#### OnderfamiliePhyllostominae
- Chrotopterus auritus
- Glyphonycteris behnii
- Glyphonycteris daviesi
- Glyphonycteris sylvestris
- Lampronycteris brachyotis
- Zwaardneusvleermuis (Lonchorhina aurita)
- Lonchorhina fernandezi
- Lonchorhina inusitata
- Lonchorhina marinkellei
- Lonchorhina orinocensis
- Lophostoma aequatorialis[22]
- Lophostoma brasiliense
- Lophostoma carrikeri
- Lophostoma evotis
- Lophostoma schulzi
- Lophostoma silvicolum
- Lophostoma yasuni[23]
- Langpootvleermuis (Macrophyllum macrophyllum)
- Macrotus californicus
- Waterhousebladneusvleermuis (Macrotus waterhousii)
- Micronycteris brosseti
- Micronycteris giovanniae[24]
- Micronycteris hirsuta
- Micronycteris matses
- Micronycteris megalotis
- Micronycteris microtis
- Micronycteris minuta[25]
- Micronycteris sanborni
- Micronycteris schmidtorum
- Mimon bennettii
- Mimon cozumelae
- Mimon crenulatum
- Mimon koepckeae
- Neonycteris pusilla
- Phylloderma stenops
- Bonte lansneusvleermuis (Phyllostomus discolor)
- Phyllostomus elongatus
- Grote lansneusvleermuis (Phyllostomus hastatus)
- Phyllostomus latifolius
- Tonatia bidens
- Tonatia saurophila
- Franjelipvleermuis (Trachops cirrhosus)
- Trinycteris nicefori
- Grote onechte vampier (Vampyrum spectrum)

#### OnderfamilieCarolliinae
- Carollia benkeithi[26]
- Carollia brevicauda
- Carollia castanea
- Carollia colombiana
- Carollia manu[27]
- Carollia monohernandezi[28]
- Brilbladneusvleermuis (Carollia perspicillata)
- Carollia sowelli
- Carollia subrufa
- Rhinophylla alethina
- Rhinophylla fischerae
- Rhinophylla pumilio

#### OnderfamilieStenodermatinae
- Ametrida centurio
- Ardops nichollsi
- Ariteus flavescens
- Artibeus amplus
- Artibeus anderseni
- Artibeus aztecus
- Artibeus cinereus
- Artibeus concolor
- Artibeus fimbriatus
- Artibeus fraterculus
- Artibeus glaucus
- Artibeus gnomus
- Artibeus hirsutus
- Artibeus incomitatus
- Artibeus inopinatus
- Jamaicavruchtenvampier (Artibeus jamaicensis)
- Grote vruchtenvampier (Artibeus lituratus)
- Artibeus obscurus
- Artibeus phaeotis
- Artibeus planirostris[29]
- Artibeus toltecus
- Artibeus triomylus[30]
- Artibeus watsoni
- Centurio senex
- Chiroderma doriae
- Chiroderma improvisum
- Salvins bladneusvleermuis (Chiroderma salvini)
- Chiroderma trinitatum
- Chiroderma villosum
- Witte vleermuis (Ectophylla alba)
- Enchisthenes hartii
- Mesophylla macconnelli
- Phyllops falcatus
- Platyrrhinus albericoi[31]
- Platyrrhinus aurarius
- Platyrrhinus brachycephalus
- Platyrrhinus chocoensis
- Platyrrhinus dorsalis[32]
- Platyrrhinus helleri
- Platyrrhinus infuscus
- Platyrrhinus ismaeli[31]
- Platyrrhinus lineatus
- Platyrrhinus masu[31]
- Platyrrhinus matapalensis[31]
- Platyrrhinus nigellus[32]
- Platyrrhinus recifinus
- Platyrrhinus vittatus
- Pygoderma bilabiatum
- Sphaeronycteris toxophyllum
- Stenoderma rufum
- Sturnira aratothomasi
- Sturnira bidens
- Sturnira bogotensis
- Sturnira erythromos
- Sturnira koopmanhilli[33]
- Geelschoudervleermuis (Sturnira lilium)
- Sturnira ludovici
- Sturnira luisi
- Sturnira magna
- Sturnira mistratensis
- Sturnira mordax
- Sturnira nana
- Sturnira oporaphilum
- Sturnira sorianoi[34]
- Sturnira thomasi
- Sturnira tildae
- Prieelvleermuis (Uroderma bilobatum)
- Uroderma magnirostrum
- Vampyressa bidens
- Vampyressa brocki
- Vampyressa melissa
- Vampyressa nymphaea
- Vampyressa pusilla
- Vampyressa thyone
- Vampyrodes caraccioli

### FamiliePlooilipvleermuizen(Mormoopidae)
- Mormoops blainvillei
- Mormoops magna
- Mormoops megalophylla
- Kleine kaalrugvleermuis (Pteronotus davyi)
- Pteronotus gymnonotus
- Pteronotus macleayii
- Pteronotus parnelli
- Snorbaardvleermuis (Pteronotus personatus)
- Pteronotus pristinus
- Pteronotus quadridens

### FamilieHazenlipvleermuizen(Noctilionidae)
- Kleine hazenlipvleermuis (Noctilio albiventris)
- Grote hazenlipvleermuis (Noctilio leporinus)

### FamilieNieuw-Zeelandse vleermuizen(Mystacinidae)
- Grote Nieuw-Zeelandse vleermuis (Mystacina robusta)
- Nieuw-Zeelandse vleermuis (Mystacina tuberculata)

### FamilieTrechteroorvleermuizen(Natalidae)
- Chilonatalus micropus
- Chilonatalus tumidifrons
- Natalus espiritosantensis[35]
- Natalus jamaicensis
- Natalus lanatus[36]
- Natalus major
- Natalus mexicanus[35]
- Natalus primus
- Natalus stramineus
- Natalus tumidirostris
- Nyctiellus lepidus

### FamilieZuigschijfvleermuizen(Myzopodidae)
- Zuigschijfvleermuis (Myzopoda aurita)
- Myzopoda schliemanni[37]

### FamilieHechtschijfvleermuizen(Thyropteridae)
- Thyroptera devivoi[38]
- Hondurashechtschijfvleermuis (Thyroptera discifera)
- Thyroptera lavali
- Driekleurhechtschijfvleermuis (Thyroptera tricolor)

### FamilieFuriën(Furipteridae)
- Amorphochilus schnablii
- Kortduimvleermuis (Furipterus horrens)

### FamilieBulvleermuizen(Molossidae)

#### OnderfamilieMolossinae
- Chaerephon aloysiiabaudiae
- Chaerephon ansorgei
- Chaerephon bemmeleni
- Chaerephon bivittatus
- Chaerephon bregullae
- Chaerephon chapini
- Gallaghers vrijstaartvleermuis (Chaerephon gallagheri)
- Chaerephon jobensis
- Chaerephon jobimena[39]
- Chaerephon johorensis
- Chaerephon leucogaster
- Chaerephon major
- Chaerephon nigeriae
- Chaerephon plicatus
- Chaerephon pumilus
- Chaerephon pusillus[40]
- Chaerephon russatus
- Chaerephon shortridgei
- Chaerephon solomonis
- Chaerephon tomensis
- Halsbandvleermuis (Cheiromeles parvidens)
- Naakte vleermuis (Cheiromeles torquatus)
- Cynomops abrasus
- Cynomops greenhalli
- Cynomops mexicanus
- Cynomops paranus
- Cynomops planirostris
- Eumops auripendulus
- Eumops bonariensis
- Eumops dabbenei
- Eumops floridanus[41]
- Eumops glaucinus
- Eumops hansae
- Eumops maurus
- Eumops patagonicus
- Eumops perotis
- Eumops trumbulli
- Eumops underwoodi
- Molossops aequatorianus
- Molossops matogrossensis
- Molossops neglectus
- Molossops temminckii
- Molossus aztecus
- Molossus barnesi
- Molossus coibensis
- Molossus currentium
- Molossus molossus
- Molossus pretiosus
- Zwarte fluweelvleermuis (Molossus rufus)
- Molossus sinaloae
- Mops brachypterus
- Angolavrijstaartvleermuis (Mops condylurus)
- Mops congicus
- Mops demonstrator
- Mops leucostigma
- Mops midas
- Mops mops
- Mops nanulus
- Niangaravrijstaartvleermuis (Mops niangarae)
- Mops niveiventer
- Mops petersoni
- Mops sarasinorum
- Mops spurrelli
- Mops thersites
- Mops trevori
- Mormopterus acetabulosus
- Mormopterus beccarii
- Mormopterus doriae
- Mormopterus jugularis
- Mormopterus kalinowskii
- Mormopterus loriae
- Mormopterus minutus
- Mormopterus norfolkensis
- Mormopterus phrudus
- Mormopterus planiceps
- Myopterus daubentonii
- Myopterus whitleyi
- Nyctinomops aurispinosus
- Nyctinomops femorosaccus
- Nyctinomops laticaudatus
- Nyctinomops macrotis
- Otomops formosus
- Otomops johnstonei
- Otomops madagascariensis
- Otomops martiensseni
- Otomops papuensis
- Otomops secundus
- Wroughtons vrijstaartvleermuis (Otomops wroughtoni)
- Platymops setiger
- Promops centralis
- Promops nasutus
- Sauromys petrophilus
- Tadarida aegyptiaca
- Tadarida australis
- Guanovleermuis (Tadarida brasiliensis)
- Tadarida fulminans
- Tadarida insignis
- Tadarida kuboriensis
- Tadarida latouchei
- Tadarida lobata
- Bulvleermuis (Tadarida teniotis)
- Tadarida ventralis

#### OnderfamilieTomopeatinae
- Tomopeas ravus

### FamilieMiniopteridae[42]
- Miniopterus africanus
- Miniopterus australis
- Miniopterus fraterculus
- Miniopterus fuscus
- Miniopterus gleni
- Miniopterus griveaudi[43]
- Miniopterus inflatus
- Miniopterus macrocneme
- Miniopterus magnater
- Miniopterus majori
- Miniopterus manavi
- Miniopterus medius
- Miniopterus minor
- Miniopterus natalensis
- Miniopterus newtoni[43]
- Miniopterus paululus
- Miniopterus pusillus
- Miniopterus robustior
- Langvleugelvleermuis (Miniopterus schreibersii)
- Miniopterus shortridgei
- Miniopterus sororculus[44]
- Miniopterus tristis

### FamilieGladneusvleermuizen(Vespertilionidae)

#### OnderfamilieVespertilioninae
- Arielulus aureocollaris
- Arielulus circumdatus
- Arielulus cuprosus
- Arielulus societatis
- Arielulus torquatus
- Mopsvleermuis (Barbastella barbastellus)
- Barbastella beijingensis[45]
- Barbastella leucomelas
- Chalinolobus dwyeri
- Chalinolobus gouldii
- Chalinolobus morio
- Chalinolobus neocaledonicus
- Chalinolobus nigrogriseus
- Chalinolobus picatus
- Chalinolobus tuberculatus
- Corynorhinus mexicanus
- Corynorhinus rafinesquii
- Corynorhinus townsendii
- (Eptesicus anatolicus)[46]
- Eptesicus andinus
- Eptesicus bobrinskoi
- Botta's vleermuis (Eptesicus bottae)
- Eptesicus brasiliensis
- Eptesicus chiriquinus
- Eptesicus diminutus
- Eptesicus dimissus
- Eptesicus floweri
- Eptesicus furinalis
- Grote bruine vleermuis (Eptesicus fuscus)
- Eptesicus gobiensis
- Eptesicus guadeloupensis
- Eptesicus hottentotus
- Eptesicus innoxius
- (Eptesicus isabellinus)[46]
- Eptesicus japonensis
- Eptesicus kobayashii
- Eptesicus lynni[47]
- Eptesicus nasutus
- Noordse vleermuis (Eptesicus nilssoni)
- Eptesicus pachyotis
- Eptesicus platyops
- Laatvlieger (Eptesicus serotinus)
- Eptesicus taddeii[48]
- Eptesicus tatei
- Euderma maculatum
- Eudiscopus denticulus
- Falsistrellus affinis
- Falsistrellus mackenziei
- Falsistrellus mordax
- Falsistrellus petersi
- Falsistrellus tasmaniensis
- Glauconycteris alboguttata
- Glauconycteris argentata
- Glauconycteris beatrix
- Glauconycteris curryae
- Glauconycteris egeria
- Glauconycteris gleni
- Glauconycteris humeralis
- Glauconycteris kenyacola
- Glauconycteris machadoi
- Glauconycteris poensis
- Glauconycteris superba
- Glauconycteris variegata
- Glischropus javanus
- Glischropus tylopus
- Hesperoptenus blanfordi
- Hesperoptenus doriae
- Hesperoptenus gaskelli
- Hesperoptenus tickelli
- Hesperoptenus tomesi
- Histiotus alienus
- Histiotus humboldti
- Histiotus laephotis
- Histiotus macrotus
- Histiotus magellanicus
- Histiotus montanus
- Histiotus velatus
- Hypsugo alaschanicus
- Hypsugo anchietae
- Anthony's dwergvleermuis (Hypsugo anthonyi)
- Hypsugo arabicus
- Hypsugo ariel
- Hypsugo bodenheimeri
- Hypsugo cadornae
- Hypsugo crassulus
- Hypsugo eisentrauti
- Hypsugo imbricatus
- Joffres dwergvleermuis (Hypsugo joffrei)
- Hypsugo kitcheneri
- Hypsugo lophurus
- Hypsugo macrotis
- Hypsugo musciculus
- Hypsugo pulveratus
- Alpendwergvleermuis (Hypsugo savii)
- Hypsugo vordermanni
- Ia io
- Idionycteris phyllotis
- Laephotis angolensis
- Laephotis botswanae
- Laephotis namibensis
- Laephotis wintoni
- Lasiurus atratus
- Lasiurus blossevillii
- Rode vleermuis (Lasiurus borealis)
- Lasiurus castaneus
- Grijze vleermuis (Lasiurus cinereus)
- Lasiurus degelidus
- Lasiurus ebenus
- Lasiurus ega
- Lasiurus egregius
- Lasiurus insularis
- Lasiurus intermedius
- Lasiurus minor
- Lasiurus pfeifferi
- Lasiurus salinae
- Lasiurus seminolus
- Lasiurus varius
- Lasiurus xanthinus
- Mimetillus moloneyi
- Neoromicia brunneus
- Neoromicia capensis[49]
- Neoromicia guineensis
- Neoromicia helios
- Neoromicia malagasyensis[50]
- Neoromicia matroka[51]
- Neoromicia melckorum
- Bananendwergvleermuis (Neoromicia nanus)
- Neoromicia rendalli
- Neoromicia somalicus
- Kleinste vleermuis (Neoromicia tenuipinnis)
- Neoromicia zuluensis
- Nyctalus aviator
- Azorenvleermuis (Nyctalus azoreum)
- Nyctalus furvus
- Grote rosse vleermuis (Nyctalus lasiopterus)
- Bosvleermuis (Nyctalus leisleri)
- Nyctalus montanus
- Rosse vleermuis (Nyctalus noctula)
- Nyctalus plancyi
- Nycticeinops schlieffeni
- Nycticeius aenobarbus
- Nycticeius cubanus
- Nycticeius humeralis
- Nyctophilus arnhemensis
- Nyctophilus bifax
- Nyctophilus geoffroyi
- Nyctophilus gouldi
- Nyctophilus heran
- Nyctophilus howensis
- Nyctophilus microdon
- Nyctophilus microtis
- Nyctophilus nebulosus
- Nyctophilus timoriensis
- Nyctophilus walkeri
- Hemprichs langoorvleermuis (Otonycteris hemprichi)
- Parastrellus hesperus[52]
- Perimyotis subflavus[53]
- Nieuw-Guinese grootoorvleermuis (Pharotis imogene)
- Philetor brachypterus
- Pipistrellus abramus
- Pipistrellus adamsi
- Pipistrellus aero
- Pipistrellus angulatus
- Pipistrellus ceylonicus
- Pipistrellus collinus
- Pipistrellus coromandra
- Pipistrellus deserti
- Pipistrellus endoi
- Pipistrellus grandidieri[49]
- Pipistrellus hanaki[54]
- Pipistrellus hesperidus
- Pipistrellus inexspectatus
- Pipistrellus javanicus
- Kuhls dwergvleermuis (Pipistrellus kuhlii)
- Madeiradwergvleermuis (Pipistrellus maderensis)
- Pipistrellus minahassae
- Dwergvleermuis van Thomas (Pipistrellus nanulus)
- Ruige dwergvleermuis (Pipistrellus nathusii)
- Pipistrellus papuanus
- Pipistrellus paterculus
- Pipistrellus permixtus
- Dwergvleermuis (Pipistrellus pipistrellus)
- Kleine dwergvleermuis (Pipistrellus pygmaeus)
- Pipistrellus raceyi[51]
- Pipistrellus rueppelli
- Pipistrellus rusticus
- Pipistrellus stenopterus
- Pipistrellus sturdeei
- Pipistrellus tenuis
- Pipistrellus wattsi
- Pipistrellus westralis
- Plecotus ariel[55]
- Bruine grootoorvleermuis (Plecotus auritus)
- Grijze grootoorvleermuis (Plecotus austriacus)
- Ethiopische grootoorvleermuis (Plecotus balensis)
- (Plecotus begognae)[46]
- Noordoost-Afrikaanse grootoorvleermuis (Plecotus christiei)[56]
- (Plecotus gaisleri)[46]
- Plecotus homochrous[55]
- Plecotus kolombatovici
- Plecotus kozlovi[55]
- Berggrootoorvleermuis (Plecotus macrobullaris)[57]
- Plecotus ognevi[55]
- Plecotus sacrimontis[55]
- Sardijnse grootoorvleermuis (Plecotus sardus)
- Plecotus strelkovi[55]
- Taiwanese grootoorvleermuis (Plecotus taivanus)
- Canarische grootoorvleermuis (Plecotus teneriffae)
- Plecotus turkmenicus[55]
- Plecotus wardi[55]
- Rhogeessa aeneus
- Rhogeessa alleni
- Rhogeessa genowaysi
- Rhogeessa gracilis
- Rhogeessa hussoni
- Rhogeessa io
- Rhogeessa minutilla
- Rhogeessa mira
- Rhogeessa parvula
- Rhogeessa tumida
- Scoteanax rueppellii
- Scotoecus albigula
- Scotoecus albofuscus
- Scotoecus hirundo
- Scotoecus pallidus
- Scotomanes emarginatus
- Scotomanes ornatus
- Kleine vale vleerhond (Scotophilus borbonicus)
- Scotophilus celebensis
- Scotophilus collinus
- Scotophilus dinganii
- Scotophilus heathi
- Scotophilus kuhlii
- Scotophilus leucogaster
- Scotophilus marovaza[58]
- Scotophilus nigrita
- Scotophilus nucella
- Scotophilus nux
- Scotophilus robustus
- Scotophilus tandrefana[59]
- Scotophilus viridis
- Scotorepens balstoni
- Scotorepens greyii
- Scotorepens orion
- Scotorepens sanborni
- Scotozous dormeri
- Kleinkopbamboevleermuis (Tylonycteris pachypus)
- Tylonycteris robustula
- Vespadelus baverstocki
- Vespadelus caurinus
- Vespadelus darlingtoni
- Vespadelus douglasorum
- Vespadelus finlaysoni
- Vespadelus pumilus
- Vespadelus regulus
- Vespadelus troughtoni
- Vespadelus vulturnus
- Tweekleurige vleermuis (Vespertilio murinus)
- Vespertilio sinensis

#### OnderfamilieAntrozoinae
- Bleke vleermuis (Antrozous pallidus)
- Bauerus dubiaquercus

#### OnderfamilieMyotinae
- Cistugo lesueuri
- Cistugo seabrae
- Lasionycteris noctivagans
- Myotis adversus
- Myotis aelleni
- Myotis albescens
- Myotis alcathoe
- Myotis altarium
- Myotis anjouanensis
- Myotis annamiticus
- Myotis annectans
- Myotis atacamensis
- Myotis ater
- (Myotis aurascens)[46]
- Myotis auriculus
- Myotis australis
- Myotis austroriparius
- Langoorvleermuis (Myotis bechsteinii)
- Kleine vale vleermuis (Myotis blythii)
- Myotis bocagii
- Myotis bombinus
- Brandts vleermuis (Myotis brandtii)
- Myotis bucharensis
- Myotis californicus
- Capaccini's vleermuis (Myotis capaccinii)
- Myotis chiloensis
- Myotis chinensis
- Myotis ciliolabrum
- Guatemalteekse muisoorvleermuis (Myotis cobanensis)
- Myotis csorbai
- Meervleermuis (Myotis dasycneme)
- Watervleermuis (Myotis daubentonii)
- Myotis davidii
- Myotis dieteri[60]
- Myotis dominicensis
- Myotis elegans
- Ingekorven vleermuis (Myotis emarginatus)
- Myotis evotis
- Myotis fimbriatus
- Myotis findleyi
- Myotis formosus
- Myotis fortidens
- Myotis frater
- Myotis gomantongensis
- Myotis goudoti
- Myotis grisescens
- Myotis hajastanicus
- Myotis hasseltii
- Myotis hermani
- Myotis horsfieldii
- Myotis hosonoi
- Myotis ikonnikovi
- Myotis insularum
- Myotis keaysi
- Myotis keenii
- Myotis laniger
- Myotis latirostris[61]
- Myotis leibii
- Myotis levis
- Myotis longipes
- Kleine bruine vleermuis (Myotis lucifugus)
- Myotis macrodactylus
- Myotis macropus
- Myotis macrotarsus
- Myotis martiniquensis
- Myotis melanorhinus
- Myotis midastactus
- Myotis moluccarum
- Myotis montivagus
- Myotis morrisi
- Myotis muricola
- Vale vleermuis (Myotis myotis)
- Baardvleermuis (Myotis mystacinus)
- Franjestaart (Myotis nattereri)
- Myotis nesopolus
- Myotis nigricans
- Myotis nipalensis
- Myotis occultus
- Myotis oreias
- Myotis oxygnathus
- Myotis oxyotus
- Myotis ozensis
- Myotis peninsularis
- Myotis pequinius
- Myotis petax[62]
- Myotis planiceps
- Myotis pruinosus
- Myotis punicus
- Myotis ricketti
- Myotis ridleyi
- Myotis riparius
- Myotis rosseti
- Myotis ruber
- Myotis schaubi
- Myotis scotti
- Myotis septentrionalis
- Myotis sicarius
- Myotis siligorensis
- Myotis simus
- Myotis sodalis
- Myotis stalkeri
- Myotis thysanodes
- Myotis tricolor
- Myotis velifer
- Visetende vleermuis (Myotis vivesi)
- Myotis volans
- Welwitschvleermuis (Myotis welwitschii)
- Myotis yanbarensis
- Myotis yesoensis
- Myotis yumanensis

#### OnderfamilieMurininae
- Harpiocephalus harpia
- Harpiocephalus mordax
- Harpiola grisea[63]
- Harpiola isodon[64]
- Murina aenea
- Murina aurata
- Murina cyclotis
- Murina florium
- Murina fusca
- Murina harrisoni[65]
- Murina hilgendorfi
- Murina huttoni
- Murina leucogaster
- Murina puta
- Murina rozendaali
- Murina ryukyuana
- Murina silvatica
- Murina suilla
- Rouwbuisneusvleermuis (Murina tenebrosa)
- Murina tiensa[66]
- Murina tubinaris
- Murina ussuriensis

#### OnderfamilieKerivoulinae
- Kerivoula africana
- Kerivoula agnella
- Kerivoula argentata
- Kerivoula cuprosa
- Kerivoula eriophora
- Kerivoula flora
- Kerivoula hardwickii
- Kerivoula intermedia
- Kerivoula kachinensis[67]
- Kerivoula krauensis[68]
- Kerivoula lanosa
- Kerivoula lenis
- Kerivoula minuta
- Kerivoula muscina
- Kerivoula myrella
- Kerivoula papillosa
- Kerivoula pellucida
- Kerivoula phalaena
- Kerivoula picta
- Kerivoula smithi
- Kerivoula titania[69]
- Kerivoula whiteheadi
- Phoniscus aerosa
- Phoniscus atrox
- Phoniscus jagorii
- Phoniscus papuensis